# Koh Kong
Khemarak Phoumin (en camboyano: ក្រុងខេមរភូមិន្ទ, "iluminado", "Jemer Real"), también Koh Kong (en camboyano: ក្រុងកោះកុង ), es la capital y ciudad más grande de la provincia de Koh Kong en Camboya. Está cerca de la desembocadura del río Kah Bpow en el distrito de Smach Mean Chey en el golfo de Tailandia. La ciudad se encuentra a solo 10 kilómetros de la frontera con Tailandia. Hay 138 kilómetros por la carretera 48 hasta la carretera nacional 4 en Sre Ambel y otros 133 kilómetros hasta Nom Pen. Después de la finalización de los puentes en la autopista 48 en 2010, el enlace terrestre a Nom Pen y Sihanoukville ha mejorado significativamente.

## Ciudad fronteriza

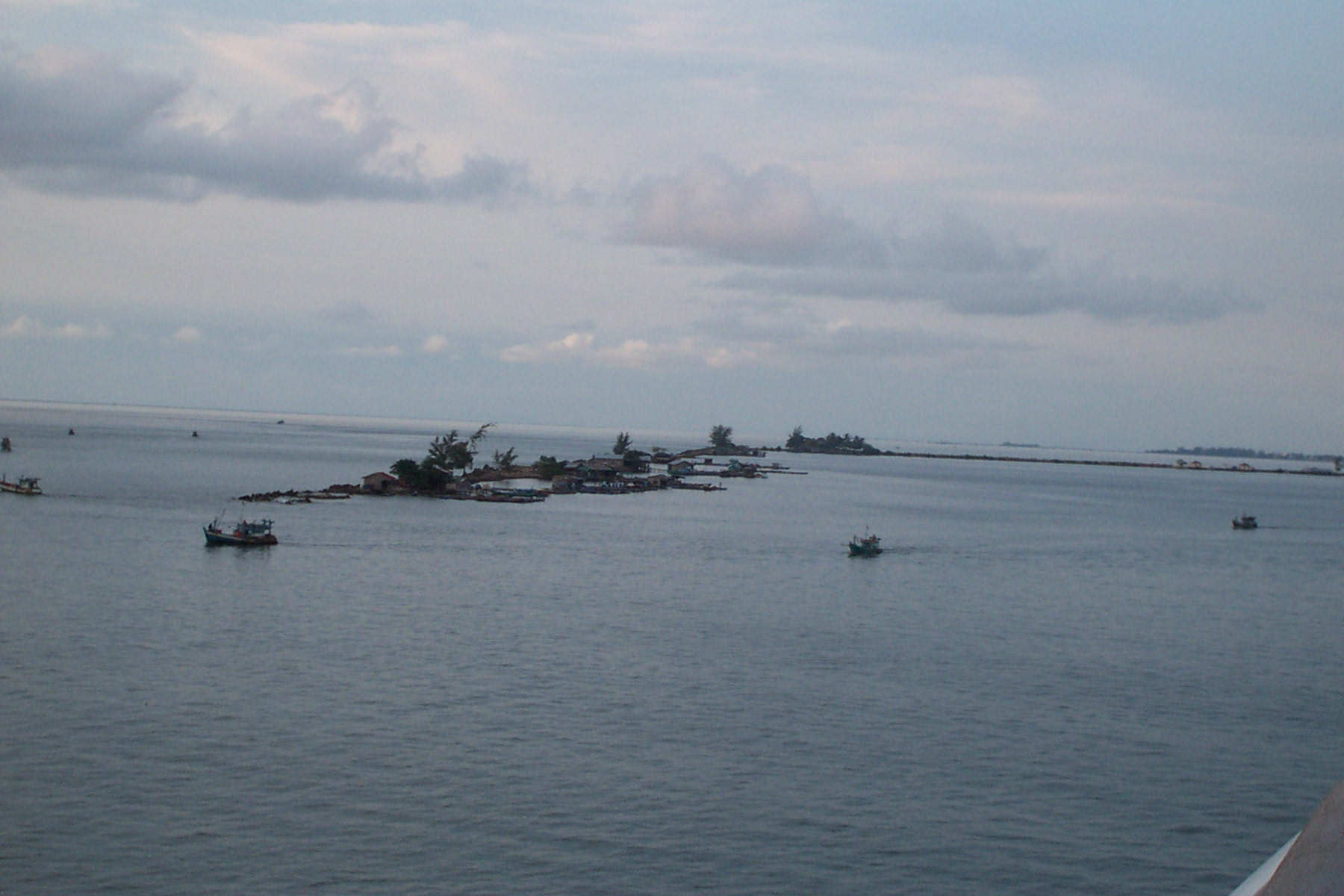
Barcos de pesca de Camboya, golfo de Tailandia.

Koh Kong ha tenido durante mucho tiempo la reputación de ser una ciudad fronteriza del "salvaje oeste". Hasta hace poco, el acceso a la ciudad desde Camboya era principalmente por mar o aire debido a las malas condiciones de las carreteras. En este relativo aislamiento, la tala ilegal, el contrabando de animales salvajes, el bandidaje, los juegos de azar, la prostitución y una tasa creciente de infección por el VIH/SIDA han dado a Koh Kong su reputación de ciudad fronteriza. Sin embargo, con la construcción del puente entre Tailandia y Camboya sobre el río y la mejora de la carretera que conduce a la carretera nacional, la industria y la inversión han aumentado y la ciudad se está convirtiendo en un modesto destino turístico.

## Ubicación
Se puede acceder a la ciudad de Koh Kong por tierra, mar y aire. Desde Bangkok son 450 kilómetros por carretera hasta Hat Lek en el distrito de Khlong Yai en Tailandia y un viaje corto desde allí hasta el cruce fronterizo internacional de Cham Yeam. Desde la frontera hay 10 kilómetros hasta el pueblo. Viajando desde la capital, Nom Pen, se encuentra a 133 kilómetros al oeste por la Carretera Nacional 4 hasta la ciudad de Sre Ambel. Desde Sre Ambel, una carretera estrecha serpentea 138 kilómetros a través de las montañas bajas de Cardamomo antes de llegar a Koh Kong. La carretera atraviesa cuatro grandes ríos donde recientemente se han construido puentes. En 2002, se completó el puente de Koh Kong que une la ciudad de Koh Kong con el cruce fronterizo con Tailandia. El puente se completó a un costo de US $ 7,2 millones y tiene 1900 metros de largo, lo que lo convierte en el puente más largo de Camboya.

## Historia reciente
Hasta finales de la década de 1990, Koh Kong era una de las partes menos seguras del país. Los elementos del Jemeres rojos con base en el bajo Cardamomo todavía representaban una seria amenaza para los lugareños y los viajeros. La zona fue escenario de combates intermitentes entre el gobierno y las fuerzas de Kampuchea Democrática hasta 1998.
El 21 de abril de 1984, los jemeres rojos capturaron la ciudad de Koh Kong y la retuvieron durante un día y una noche. Afirmaron a través de Khmer Rouge Radio haber matado a 1107 soldados vietnamitas e herido a 125 más durante la batalla. El 6 de junio de 1985, las tropas del Jemer rojo atacaron un puesto de avanzada cerca de la ciudad provincial. La radio de los Jemeres rojos informó que habían matado a 28 soldados vietnamitas y habían herido a otros 34. Atacaron el casino de Koh Kong con rifles, granadas propulsadas por cohetes y morteros.
Todavía en 1998, los jemeres rojos seguían activos en la zona. En noviembre de ese año, uno de los últimos incidentes registrados antes de la rendición de las fuerzas restantes del Khmer Rouge al gobierno ocurrió cerca del cruce fronterizo internacional en las afueras de la ciudad de Koh Kong. El lunes por la noche a las 18:10, el casino adjunto al Koh Kong International Resort fue atacado por elementos del Jemer rojo. Un jugador tailandés resultó herido en el ataque que involucró granadas propulsadas por cohetes, morteros y rifles convencionales. El jefe de policía de Trat declaró más tarde que el ataque fue provocado porque el casino no hizo un pago de protección al grupo rebelde.

## Ambiente

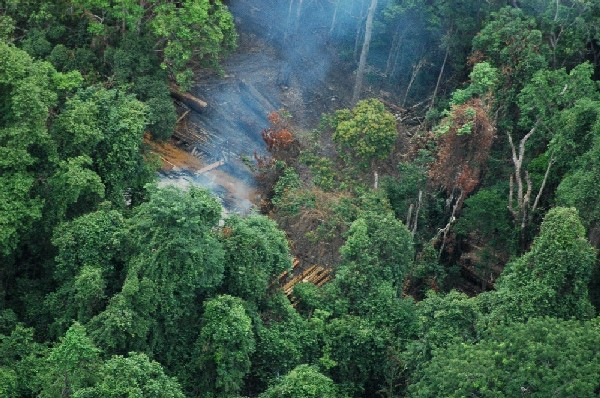
Sobrevuelo de un campamento de tala ilegal, montes Cardamomo, provincia de Koh Kong.

La ciudad de Koh Kong está justo debajo del extremo sur de las montañas Cardamomo. El río Kah Bpow que atraviesa la ciudad comienza en Cardamoms y desciende para unirse al Golfo de Tailandia. La ubicación relativamente remota de la ciudad, cerca de los cardamomos y la frontera tailandesa, la ha convertido en el centro de un activo comercio de contrabando de vida silvestre. Gran parte de la vida silvestre capturada en los Cardamomos centrales se destina a abastecer los restaurantes y mercados frescos de la ciudad de Koh Kong. La carne silvestre se destina generalmente al consumo local, pero se venden a los comerciantes de vida silvestre diversas partes de animales, huesos y pieles. En 2000, se informó que los comerciantes de vida silvestre de Tailandia iban a la ciudad de Koh Kong todos los meses para comprar productos de vida silvestre. También se informa que se venden algunos trofeos a la provincia de Trat en Tailandia.
En 2005, el infame cazador de tigres de Camboya, Yor Ngun, fue finalmente capturado en la ciudad de Koh Kong. Finalmente, fue acusado de haber matado y vendido al menos 19 tigres, 40 leopardos, 30 elefantes, 500 gaurus, banteng y sambar, 40 osos solares y tres osos negros asiáticos. Se informa que Ngun, que tenía 57 años en el momento de su arresto, ha estado atrapando animales en la selva de Camboya desde la década de 1970. La organización Wildlife Alliance (conocida en ese momento como WildAid) tenía a Ngun en su "lista de los principales cazadores buscados" desde 2001 debido a su reputación como un "notorio cazador de tigres". Las autoridades lo capturaron una vez en 2004, pero fue liberado después de firmar un acuerdo para detener la caza furtiva. En el momento de su arresto en Koh Kong, llevaba partes de animales, incluidas 25 mandíbulas de oso y 82 uñas de oso. En agosto de 2005, fue condenado en el tribunal provincial de Koh Kong a siete años de prisión.
El municipio de Koh Kong y el área cercana también fue el centro de la tala ilegal generalizada de bosques caducifolios de hoja ancha en los Cardamomos. Según las agencias ambientales, la prohibición de tala del gobierno en 2001 ha desacelerado, pero no detenido, el comercio de tala.

## Clima
Khemarak Phoumin tiene un clima monzónico tropical (Af) con lluvias moderadas a muy pocas de noviembre a abril y lluvias muy intensas a extremadamente intensas de mayo a octubre.
| Parámetros climáticos promedio de Khemarak Phoumin | Parámetros climáticos promedio de Khemarak Phoumin | Parámetros climáticos promedio de Khemarak Phoumin | Parámetros climáticos promedio de Khemarak Phoumin | Parámetros climáticos promedio de Khemarak Phoumin | Parámetros climáticos promedio de Khemarak Phoumin | Parámetros climáticos promedio de Khemarak Phoumin | Parámetros climáticos promedio de Khemarak Phoumin | Parámetros climáticos promedio de Khemarak Phoumin | Parámetros climáticos promedio de Khemarak Phoumin | Parámetros climáticos promedio de Khemarak Phoumin | Parámetros climáticos promedio de Khemarak Phoumin | Parámetros climáticos promedio de Khemarak Phoumin | Parámetros climáticos promedio de Khemarak Phoumin |
| Mes                                                | Ene.                                               | Feb.                                               | Mar.                                               | Abr.                                               | May.                                               | Jun.                                               | Jul.                                               | Ago.                                               | Sep.                                               | Oct.                                               | Nov.                                               | Dic.                                               | Anual                                              |
| -------------------------------------------------- | -------------------------------------------------- | -------------------------------------------------- | -------------------------------------------------- | -------------------------------------------------- | -------------------------------------------------- | -------------------------------------------------- | -------------------------------------------------- | -------------------------------------------------- | -------------------------------------------------- | -------------------------------------------------- | -------------------------------------------------- | -------------------------------------------------- | -------------------------------------------------- |
| Temp. máx. media (°C)                              | 31.3                                               | 31.5                                               | 32.1                                               | 32.8                                               | 32.2                                               | 30.9                                               | 30.5                                               | 30.0                                               | 30.1                                               | 30.9                                               | 31.3                                               | 31.5                                               | 31.3                                               |
| Temp. media (°C)                                   | 26.0                                               | 26.8                                               | 27.7                                               | 28.5                                               | 28.2                                               | 27.4                                               | 27.1                                               | 26.8                                               | 26.8                                               | 26.9                                               | 26.7                                               | 26.4                                               | 27.1                                               |
| Temp. mín. media (°C)                              | 20.8                                               | 22.2                                               | 23.4                                               | 24.2                                               | 24.3                                               | 23.9                                               | 23.7                                               | 23.7                                               | 23.5                                               | 23.0                                               | 22.2                                               | 21.3                                               | 23                                                 |
| Lluvias (mm)                                       | 15                                                 | 41                                                 | 77                                                 | 110                                                | 397                                                | 737                                                | 803                                                | 839                                                | 606                                                | 286                                                | 96                                                 | 19                                                 | 4026                                               |
| Fuente: Climate-Data.org                           |                                                    |                                                    |                                                    |                                                    |                                                    |                                                    |                                                    |                                                    |                                                    |                                                    |                                                    |                                                    |                                                    |

## Economía
Desde 2019 se está desarrollando un puerto profundo en Koh Kong por el tycoon camboyano Ly Yong Phat.